# Lijst van terugkerende personages uit The Simpsons
Dit is een lijst met terugkerende personages uit The Simpsons.

## Akira
Akira, een van Springfields prominente Japans-Amerikaanse inwoners, is de eigenaar van een karate dojo (waar Bart kortstondig lid van is geweest) en werkt ook in "The Happy Sumo", een sushirestaurant. Op een gegeven moment werkte hij als een meubelverkoper. Hij heeft ooit Homer, Bart en Lisa geholpen met het vinden van de oorsprong van de mysterieuze "Mr. Sparkle" doos (het kwam van een Japanse afwasmiddelproducent met een mascotte die zeer veel op Homer Simpson leek). Ook hebben Akira Luigi Risotto, Capt. McAllister en andere restauranthouders uit Springfield een (mislukte) moordaanslag gepland op Homer omdat hij hen slechte waarderingen gaf.
De oorspronkelijke stem was van George Takei, die Sulu in Star Trek: The Original Series. In latere afleveringen wordt zijn stem ingesproken door Hank Azaria.

## Arnie Pie
Arnie Pie, ingesproken door Dan Castellaneta, is een ontevreden helikopter-verkeersmonitor voor Springfields KBBL-TV, met zijn column, "Arnie Pie in the Sky.". Tijdens deze column raakt hij regelmatig verwikkeld in heftige woordenwisselingen met nieuwsanker Kent Brockman, meestal om onbekende redenen. Een voorbeeld hiervan is toen er de een of andere ramp gebeurde in Springfield. Kent vraagt zich in de uitzending af of zijn huis nog in orde is, waarop Arnie antwoordt: "You mean your castle, Kent!?" en naar een zeer groot huis wijst. Kent zegt dat hij het gewoon gekocht heeft op het juiste moment, waarop Arnies repliek: "When's my right time, Kent?! When's my right time?!".
Een ander voorbeeld is dat Kent vraagt naar de inhoud van het gekaapte minibusje dat door Arnie achtervolgd wordt. Arnie antwoordt: "I can't see through metal, Kent!". Hij laat regelmatig spullen vallen of wordt ziek, en waarschuwt mensen om uit te kijken op de straat als hij boven ze vliegt.
Pie is blijkbaar een keer gestorven in een helikoptercrash. Zijn laatste woorden waren "Tell my wife I love--" waar Kent hard doorheen hoest. Waarschijnlijk heeft hij het toch overleefd, aangezien hij in diverse afleveringen hierna weer terugkomt.
De naam van het personage kan een hommage zijn aan de beroemde verslaggever uit de Tweede Wereldoorlog Ernie Pyle.
Citaten: "And how am I supposed to do that, do I have a magic lens that can see into people's souls? Well yours would be black, Kent! Black as the ace of spades!" [is then cut off by a "technical difficulties" graphic]

## Artie Ziff
De man die Marge al in verschillende afleveringen heeft willen verleiden. Daarom is hij de vijand van Homer. Zijn stem wordt gedaan door Jon Lovitz. 

## Baby Gerald
De aartsvijand van Maggie, met één doorlopende wenkbrauw.

## Benjamin, Doug en Gary
Drie Nerds die voor het eerst te zien waren in Homer Goes to College. Ze hebben daarna in nog een paar afleveringen meegedaan. Hun stemmen worden gedaan door Dan Castellaneta, Hank Azaria en Harry Shearer

## Bernice Hibbert
De vrouw van Dr. Hibbert. Ze is aan het herstellen van een alcoholverslaving. Haar stem wordt gedaan door Tress MacNeille.

## Blue Haired Lawyer
Een advocaat die bekendstaat om zijn strakke gezicht, blauwe haar en New Yorkse accent. In tegenstelling tot andere advocaten uit de serie is hij bekwaam en bereikt vaak wat hij wil. De enige persoon die het ooit tegen hem opnam en won was Seymour Skinner.

## Brandine Spuckler
De partner en zus van Cletus Spuckler. Zij en Cletus zijn allebei stereotypen van zogenaamd “trailer-trash”.

## Cecil Terwilliger
Cecil Terwilliger is de jongere broer van Sideshow Bob. Hij verscheen voor het eerst in de aflevering "Brother from Another Series", waarin werd onthuld dat het altijd zijn droom was geweest om helper te worden van Krusty. Krusty koos echter Bob boven Cecil. Jaren later haalde Cecil zijn broer uit de gevangenis, zogenaamd om hem te laten meewerken aan een dam waar Cecils bedrijf mee bezig was. Deze dam was echter van slechte kwaliteit, en Cecil stak veel van het geld dat hij ervoor kreeg in eigen zak. Hij wilde zijn broer, die toch al bekendstond als crimineel, alle schuld in de schoenen schuiven als de dam het zou begeven. Dit plan werd ontdekt, en beiden belandden in de gevangenis.
Cecil keerde weer terug in de aflevering "Funeral for a Friend", waarin hij Bobs "begrafenis" bezocht. De stem wordt gedaan door David Hyde Pierce.

## Charlie
Een toezichthouder op gevaarlijke straling in sector 7-G van de nucleaire centrale van Springfield. Hij is een van Homer Simpsons vrienden. Hij probeert Mr. Burns er altijd van te overtuigen dat ze een echte nooduitgang nodig hebben in de centrale, in plaats van de nepdeur die nu op de muur is geschilderd.

## Cookie Kwan
Een Aziatisch-Amerikaanse makelaar. Ze heeft een kenmerkende gouden tand. Ze is lid van de Springfieldse republikeinse partij.

## Crazy Cat Lady (Eleanor Abernathy)
Een vrouw die het gedrag vertoont van een stereotypisch mentaal gestoord persoon. Ze wordt altijd omgeven door een groot aantal katten. Aan haar hebben de Simpsons hun huidige kat Snowball V te danken.

## Dave Shutton
Een journalist die werkt voor “The Springfield Shopper”, de lokale krant van Springfield.

## Gil Gunderson
Gil Gunderson doet zijn intrede in het negende seizoen in de aflevering "Realty Bites" als vastgoedmakelaar.  Initieel zou Gunderson enkel in deze aflevering verschijnen.  Stemacteur Dan Castellaneta was zo enthousiast over het nieuwe personage dat men uiteindelijk besliste om hem te behouden.  Het karakter van Gunderson evolueerde naar een wanhopige man zonder toekomst die meestal in een slecht daglicht wordt geplaatst.  Zo zorgt hij er met een list voor dat Lisa een kruiswoordraadsel-competitie verliest.  Ook zet Gunderson de familie Simpson op straat nadat Homer de banklening vergeten heeft te betalen.  Hoewel Gunderson incompetent is, blijkt hij wel een zeer goede pianospeler te zijn.

## God
God verschijnt af en toe in de serie. Hij wordt neergezet volgens de traditionele beschrijving van de Abrahamitische God in de westerse wereld. Zijn gezicht verschijnt normaal niet in beeld, met uitzondering van twee afleveringen: "Treehouse of horror XVI" en "Alone Again, Natura-Diddily". Hij en Jezus zijn de enige twee personages die met vijf vingers aan elke hand worden getekend

## Helen Lovejoy
Helen Lovejoy is de vrouw van eerwaarde Timothy Lovejoy, en de moeder van Jessica Lovejoy. 

## Herman
De eigenaar van Herman’s Military Antiques. Hij kleedt zich altijd in militaire uniformen. Hij heeft maar een arm. De andere is hij kwijtgeraakt toen hij hem uit het raam van een rijdende bus stak.

## Hyman Krustofsky
Is de vader van Krusty The Clown en tevens de rabbijn van Springfield. Hij is dus ook een Jood en is niet trots op zijn zoon omdat die vroeger ook al altijd de clown uithing. Dankzij Bart en Lisa werden Krusty en zijn vader herenigd.

## Jack Larson
De woordvoerder van “Laramie Cigarettes”. 

## Jebediah Springfield
Jebediah Obadiah Zachariah Jedediah Springfield is de historische stichter van Springfield. Springfield heeft veel bekende citaten, zoals "A noble spirit embiggens the smallest man". Hij was zeer beroemd om zijn zilveren tong (letterlijk; een metalen kunsttong, zijn originele tong zou afgebeten kunnen zijn door een Turkse piraat in een gevecht). Hij zou een parodie kunnen zijn op Jeremiah Johnson of Jedediah Smith.
Springfield leidde een karavaan van huifkarren westwaarts, samen met zijn kompaan Shelbyville Manhattan. Ze kregen echter ruzie omdat Manhattan een stad wilde stichten waarin iedereen met zijn neven en nichten kon trouwen. Springfield daarentegen wilde een stad stichten waarin kuisheid en geheelonthouding, en root-marm, een smakeloze pap centraal stonden. Verder wilde hij dat mensen konden aanbidden wie ze wilden en "hennep konden verbouwen voor het maken van touwen". Manhattan ging door en stichtte de rivaliserende stad Shelbyville.
In de winter van 1848 zou Jebediah Springfields' eerste ziekenhuis gebouwd hebben uit niets anders dan hout en modder.
Tijdens een expeditie naar Springfields' historische "Fort Sensible" ontdekte Bart Simpson tegenstrijdigheden in de legende van Jebediah. In "Lisa the Iconoclast", bewees Lisa Simpson dat "Jebediah Springfield" een bloeddorstige piraat en vijand van George Washington was, die eigenlijk Hans Sprungfeld heette.
Springfield zou op dramatische wijze een beer met zijn blote handen gedood hebben. Een standbeeld hiervan staat op het plein voor het stadhuis van Springfield. Revisionistische historici geloven dat het verhaal van de beer waarschijnlijk onwaar is, en dat de beer Springfield gedood heeft in plaats van andersom.
Er wordt ook gezegd dat hij een ontembare bizon getemd heeft (alhoewel hij later heimelijk toegaf dat hij al tam was: hij had hem alleen geschoten).
De Springfield Marathon viert de gebeurtenis waarbij hij door zes staten rende om zijn crediteuren te ontvluchten.
In "The Telltale Head" onthoofdt Bart het standbeeld, omdat hij denkt dat hij hiermee populairder wordt. In werkelijkheid wordt de stad depressief en boos en laten ze Bart, in "The Tell Tale Heart"-stijl zich schuldig voelen voordat het hoofd vervangen wordt. De oplettende kijker kan van tijd tot tijd een opgestoken middelvinger zien.

## Judge Constance Harm
Een harde onvergeeflijke rechter. Ze is een parodie op Judge Judy. Ze heeft een hekel aan het Simpsongezin en deelt vaak wrede en ongebruikelijke straffen uit. 

## Judge Roy Snyder
Eveneens een rechter in Springfield. Hij is echter zeer mild tegenover de Simpsons.

## Lindsey Naegle
Een personage dat af en toe in de serie opduikt, en telkens een andere baan heeft. Ze is een alcoholiste.

## Luigi Risotto
De eigenaar van een Italiaans restaurant in Springfield. Hij is een stereotiepe Italiaan.

## Manjula Nahasapeemapetilon
De vrouw van Apu die dankzij een overdosis aan vruchtbaarheidspillen acht kinderen tegelijk op de wereld heeft gezet. Ze heeft Apu al vaak moeten vergeven. Zij en Apu trouwden via een geregeld huwelijk, maar werden al snel echt verliefd op elkaar.

## Marvin Monroe
Een dikke psychiater met een vreemde stem. Hij was ooit de therapeut van Mr. Burns. 

## Mr. Costington
De eigenaar van “Costington’s department store”, en een terugkerend personage sinds seizoen 9. Staat bekend om de uitspraak "You're fiiired!", als hij iemand ontslaat.

## Mrs. Glick
Een oude vrouw voor wie Bart wat klusjes opknapte voor geld in de aflevering “Three Men and a Comic Book”. 

## Ms. Albright
Lerares van de zondagsschool in Springfield. 

## Patches en Poor Violet
Twee kinderen die vaak rond Springfield worden gezien. Ze zijn duidelijk bleker dan de andere personages en dragen oude kleren.

## Princess Kashmir
Een exotische danseres. Homer danste in een dronken bui een keer met haar, wat hem bijna zijn huwelijk met Marge kostte.

## Rich Texan
Een stereotiepe rijke zakenman uit Texas. Hij draagt altijd een witte cowboyhoed, en praat met een zwaar Texaans accent. Hij bezit in elke aflevering waarin hij opduikt een ander bedrijf.

## Ruth Powers
De nieuwe buurvrouw van de Simpsons geïntroduceerd in de aflevering New Kid on the Block. Ze is gescheiden en heeft een dochter, Laura, die niet meer bij haar woont. 

## Sanjay Nahasapeemapetilon
De jongere broer van Apu, die geregeld Apu helpt in de Kwik-E-Mart. 

## Sarah Wiggum
De vrouw van politiechef Clancy Wiggum en moeder van Ralph Wiggum. Ze ontmoette haar toekomstige man toen hij haar arresteerde.

## Shauna Chalmers
De dochter van Gary Chalmers. Ze heeft een relatie met Jimbo Jones.

## Wiseguy
Een man met een sarcastische kijk op vrijwel alles. Hij heeft al verscheidene baantjes gehad in Springfield. 

## Yes-Guy
The guy who always says yééés is een zeer weinig voorkomende figurant (vijf of meer keer in de hele reeks) met een wel heel vreemde manier van spreken. Hij zegt altijd yééés! (iejèèès uitgesproken). Zijn echte naam is niet bekend. Hij heeft ook een Braziliaanse dubbelganger, maar die zegt altijd siii!. De stem van deze persoon lijkt hard op die van Homer en is dan ook door dezelfde persoon ingesproken. 
Homer Simpson · Marge Simpson · Bart Simpson · Lisa Simpson · Maggie Simpson · Abraham Simpson · Patty en Selma Bouvier · Jacqueline Bouvier · Mona Simpson · Santa's Little Helper · Snowball II · Familie Bouvier
Jasper Beardley · Comic Book Guy · Eddie en Lou · Maude Flanders · Ned Flanders · Professor Frink · Barney Gumble · Julius Hibbert · Lionel Hutz · Eerwaarde Lovejoy · Kapitein Horatio McCallister · Hans Moleman · Bleeding Gums Murphy · Apu Nahasapeemapetilon · Mayor Joe Quimby · Dr. Nick Riviera · Agnes Skinner · Cletus Spuckler · Squeaky Voiced Teen · Disco Stu · Moe Szyslak · Kirk Van Houten · Luann Van Houten · Chief Clancy Wiggum
Gary Chalmers · Rod en Todd Flanders · Jimbo Jones · Kearney · Edna Krabappel · Otto Mann · Nelson Muntz · Martin Prince · Seymour Skinner · Milhouse Van Houten · Ralph Wiggum · Groundskeeper Willie · andere studenten
Montgomery Burns · Carl Carlson · Lenny Leonard · Waylon Smithers
Itchy en Scratchy · Kent Brockman · Krusty de Clown · Troy McClure · Rainier Wolfcastle · Radioactive Man
Snake · Kang & Kodos · Sideshow Bob · Fat Tony
Treehouse of Horror
Bart vs. the World · Bart Simpson's Escape from Camp Deadly · The Simpsons Arcadespel · Bart vs. the Space Mutants · Bart's House of Weirdness ·Bart vs. The Juggernauts · Krusty's Fun House · Bartman Meets Radioactive Man · Bart's Nightmare · The Itchy and Scratchy Game · Virtual Bart · Bart and the Beanstalk · Itchy & Scratchy in Miniature Golf Madness · Cartoon Studio · Virtual Springfield · Night of the Living Treehouse of Horror · Bowling · Wrestling · Road Rage · Skateboarding · Hit & Run · The Simpsons Game · The Simpsons: Tapped Out
The Simpsons · The Simpsons Pinball Party
Strips: Simpsons Comics · Bart Simpson serie · Itchy & Scratchy Comics · Bart Simpson's Treehouse of Horror · Futurama/Simpsons Infinitely Secret Crossover Crisis
Tijdschrift: Simpsons Illustrated
Boeken: Bart Simpson's Guide to Life · Family Album · Library of Wisdom · Complete Guides · Planet Simpson · The Simpsons and Philosophy
Actiefiguurtjes: World of Springfield
The Simpsons Movie
Bankgrap ·
Canyonero · 
D'oh! · 
Duff Beer · 
Schoolbordgrap · 